# Barne kontrakt
Barne kontrakt var ett kontrakt inom Svenska kyrkan i Karlstads stift. Kontraktet upphörde 31 december 2000 och samtliga ingående församlingar övergick till Skara-Barne kontrakt.
Kontraktskoden var 0302.

## Administrativ historik
Kontraktet omfattade från före 1962
- Levene församling
- Sparlösa församling
- Longs församling
- Slädene församling
- Ryda församling
- Naums församling
- Södra Kedums församling
- Vara församling
- Skarstads församling
- Önums församling
- Hällums församling
- Jungs församling som 1962 överfördes till Domprosteriet men återfördes hit 1995
- Öttums församling som 1962 överfördes till Domprosteriet men återförde hit 1995
- Fyrunga församling som 1962 överfördes till Domprosteriet men återförde hit 1995
- Saleby församling som 1989 överfördes till Kållands kontrakt
- Trässbergs församling som 1989 överfördes till Kållands kontrakt
- Härjevads församling som 1989  överfördes till Kållands kontrakt
- Järpås församling som 1995 överfördes till Kållands kontrakt
- Uvereds församling som 1995 överfördes till Kållands kontrakt
- Häggesleds församling som 1995 överfördes till Kållands kontrakt

1962 tillfördes från Vånga kontrakt
- Larvs församling
- Längjums församling
- Tråvads församling
- Bitterna församling
- Laske-Vedums församling
- Elings församling
- Södra Lundby församling
- Essunga församling
- Lekåsa församling
- Barne-Åsaka församling
- Fåglums församling
- Kyrkås församling

1995 tillfördes från Väne kontrakt
- Tengene församling
- Trökörna församling
- Hyringa församling
- Malma församling
- Längnums församling
- Särestads församling
- Bjärby församling
- Håle församling
- Tängs församling
- Flakebergs församling
- Flo församling
- Ås församling
- Sals församling
- Främmestads församling
- Bärebergs församling

1995 tillfördes från Domprosteriet
- Kvänums församling
- Norra Vånga församling
- Edsvära församling